# Carex longissima
Carex longissima är en halvgräsart som beskrevs av Marcus Eugene Jones. Carex longissima ingår i släktet starrar, och familjen halvgräs. Inga underarter finns listade i Catalogue of Life.